# Duffield Castle
Duffield Castle byl normanský hrad v Duffieldu v anglickém hrabství Derbyshire ve Spojeném království. Místo je chráněnou kulturní památkou.
Hrad se nacházel na příkrém skalnatém pohoří čelem k řece, na dobře bránitelném místě, i přesto je však sporné, zda bylo místo obydlené už v pravěku. Další kontroverzní téma je, jestli zde Římané udržovali vojenské síly na obranu blízkého brodu, přes který přecházely konvoje napojující se v Derventiu (dnes část města Derby) na Rykneld Street. Avšak objevené pozůstatky jsou anglosaského původu a napovídají, že tu žil příslušník vyšších vrstev, pravděpodobně muž zvaný Siward nebo jeho příbuzní. Bylo objeveno i mnoho římských a římskobritských pozůstatků, ale, ačkoliv některé jsou uchovány v Derbském muzeu či obecní síni, velké množství těchto artefaktů zmizelo.

## Normanský hrad

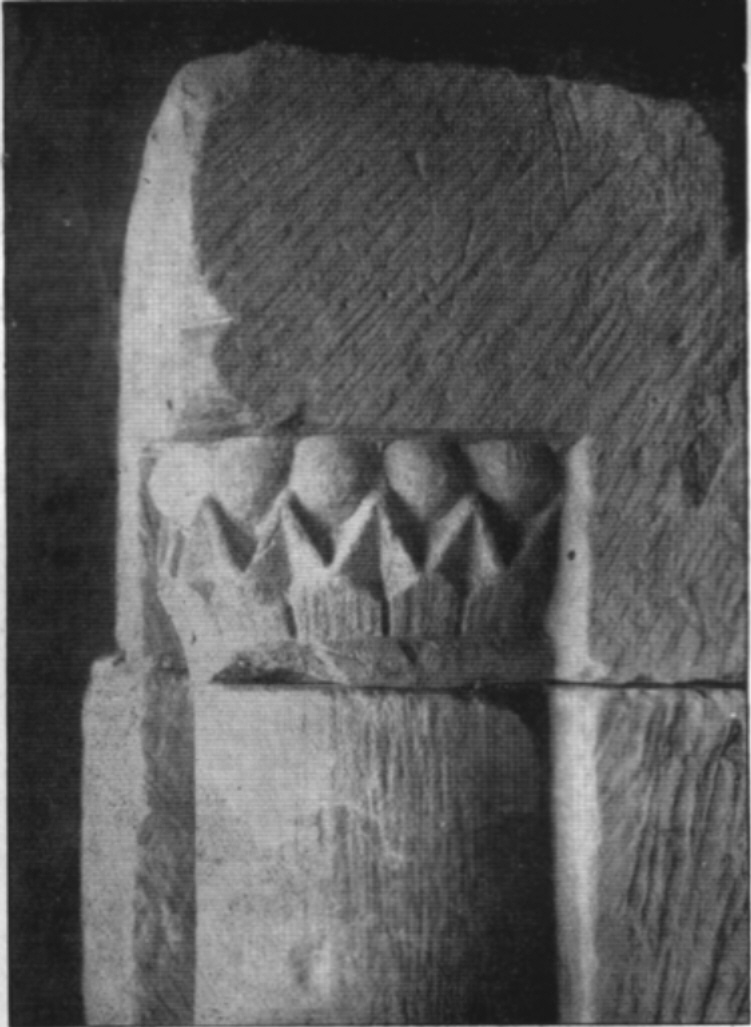
Hlavice normanského sloupu z Duffield Castle

Je známo, že okolo roku 1066 Henry de Ferrers (psáno také Ferrars), který prokázal velkou službu králi Vilému I., obdržel panství v Derbyshiru, jež vešlo ve známost jako Duffield Frith. Rozkládalo se mezi vesnicemi Heage a Shottle na severu a Tutbury na jihu. Ferrers postavil hrad Tutbury, učinil jej svým hlavním sídlem, ale potřeboval dohlédnout i na obranu severněji položeného území, a proto postavil další, pravděpodobně dřevěný, hrad u Duffieldu.
Jeho třetí syn, Robert, se vyznamenal roku 1138 v bitvě u Standardu proti Skotům a byl povýšen na hraběte Derby.
Další v řadě, Henryho pravnuk William, který byl hrabětem od roku 1162, se připojil ke královým synům při povstání proti jejich otci, králi Jindřichovi II. V roce 1173 byly oba Williamovy hrady zničeny.
Po něm následoval další William, oblíbenec krále Jana, jenž mu navrátil hrabství a spolu s ním i panství Wirksworth, Ashbourne a později Horston Castle (Horsley). Dokonce byly znovu postaveny hrady Duffield a Tutbury. Williamův syn a jmenovec se také těšil králově přízni.
Další hrabě, již sedmý v rodové linii, se jmenoval Robert. Povstal proti králi Jindřichovi III. a jeho hrad Tutbury byl zničen. Ačkoliv byl omilostněn, vzbouřil se znovu a po porážce u Chesterfieldu byl roku 1269 vyhnán a jeho hrad Duffield zničen. Celé Robertovo území připadlo princi Edmundovi, který se brzy poté stal hrabětem Lancasteru.
Duffield Castle byl doslova srovnán se zemí, mnoho kamenů z něj bylo použito na jiné stavby. Místo, kde se nacházel, postupem času zarostlo a objeveno bylo až v roce 1885.

## Vykopávky

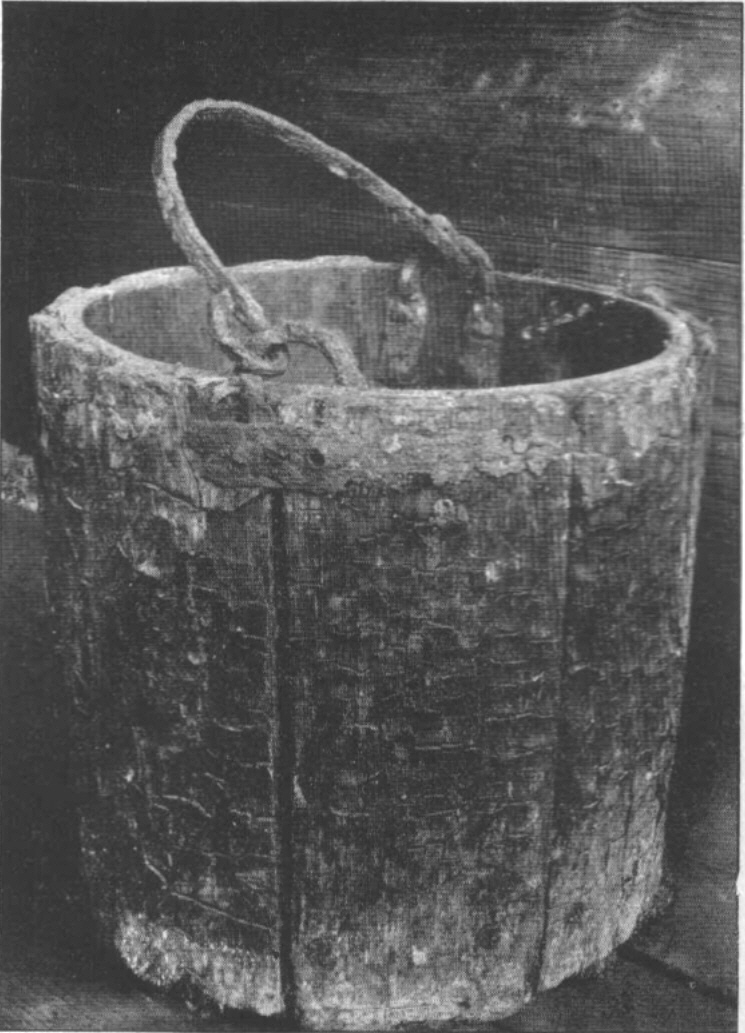
Staré normanské vědro ze studny Duffield Castle

Když byly na místě bývalého hradu učiněny vykopávky, archeologové objevili základy tradiční normanské motte a na nich položený kámen. Pozoruhodná byla velikost tohoto kamene – necelých 30 metrů do šířky i délky, tedy jen o málo menší než rozměry londýnské White Tower.
Areál byl zapsán mezi chráněné, základy označené, a roku 1899 připadl pod správu National Trust, čímž se stal jednou z jejích nejstarších archeologických památek. Po mnoho let byly náklady na správu areálu vyřizované obecní radou, ale v nedávné době je znovu převzala National Trust.
V 30. letech 20. století a roku 1957 byly učiněny další průzkumy, při nichž se našlo jen málo středověkých památek, ale zato četné nálezy římskobritských pozůstatků podporují myšlenku, že oblast byla osídlena ještě před příchodem Normanů.
Roku 2001 tu Bradfordská univerzita podnikla geofyzický průzkum, který odhalil stopy dalších budov datujících se do přednormanského období. National Trust se nyní snaží získat finance potřebné pro další výzkumy oblasti.